# Firlefanz

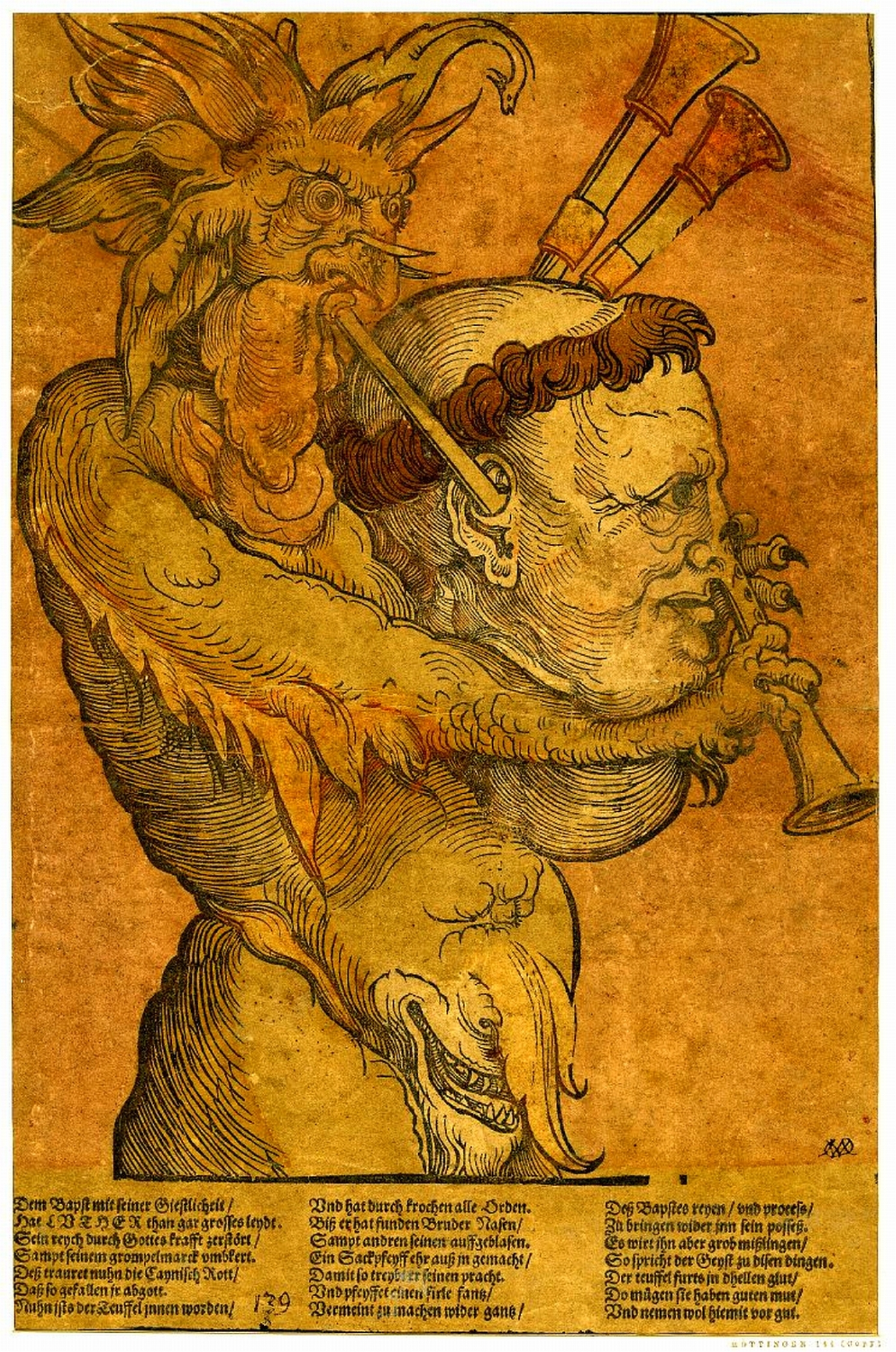
Vnd pfeyffet einen firle fantz, antiklerikale Karikatur der Reformationszeit (um 1570)

Mit Firlefanz (vom altfranzösischen virelai ‚Reigenlied‘, mittelhochdeutsch virlei, spätmittelhochdeutsch firlifanz Bezeichnung für einen lustigen Springtanz) bezeichnet man ein albernes Gehabe oder auch unnötige Dinge.
Ursprünglich bedeutete es einen lustigen und schnellen Springtanz oder auch eine komische, alberne Person. Adelung schreibt in seinem Grammatisch-kritischen Wörterbuch der Hochdeutschen Mundart von 1796:

„Die Firlefanzerēy, plur. die -en: alberne Possen, unwitzige schnelle Einfälle, alberne Ausflüchte, in den gemeinen Sprecharten; fast wie Alefanzerey. Auch das einfachere der Firlefanz, plur. inus. kommt zuweilen in der eben gedachten Bedeutung vor. […] Luther nennt einen Firlefanzer, der mit Worten umher träumet. […]“

Das Wort bedeutet heute umgangssprachlich abwertend so viel wie Tand, wertloser (modischer) Kram, aber auch Albernheit, Torheit, Kinderei. Firlefanz steht auch als Synonym für bedeutungslose, unerhebliche Information und überflüssige Ausschmückung. Das Wort lässt sich dem Wortfeld Unsinn zurechnen.